# Szántóhalma
Szántóhalma (románul: Sântuhalm) falu Romániában, Erdélyben, Hunyad megyében.

## Fekvése
Dévától 8 km-re délkeletre fekszik.

## Népessége
- 1785-ben 196 lakosa volt. Az év folyamán a vármegye 18, az ortodox főesperesség 33 ortodox családfőt vett számba.[2]
- 1910-ben 602 lakosából 568 volt román, 24 cigány és 10 magyar anyanyelvű; 592 ortodox vallású.
- 2002-ben 553 lakosából 471 volt román, 46 magyar és 33 cigány nemzetiségű; 486 ortodox, 45 római katolikus, 10 görögkatolikus és 7 református vallású.

## Története
1453-ban Zanthohalom, 1750-ben Szenthalmu, 1805-ben Szantohalma alakban említették.
A középkor végén valószínűleg magyar, a 17. században román–magyar, később román lakosságú falu. Közigazgatásilag 1930 óta Déva része.

## Gazdaság
- Kerékpárüzem.